# Chinampas de San Luis Tlaxiatemalco
Las chinampas de San Luis Tlaxialtemalco son una especie de jardines flotantes establecidas sobre balsas cubiertas con tierra cultivable que se encuentran en la delegación de Xochimilco, Distrito Federal (México).  En 1987, las chinampas fueron declaradas Patrimonio Cultural de la Humanidad por UNESCO, junto a Xochimilco y el centro histórico de la Ciudad de México.

## Patrimonio Cultural de la Humanidad
El valor excepcional que representa Xochimilco es el de ser testimonio de la antigua manipulación humana de un territorio natural, hecha con creatividad y sabiduría, para crear un hábitat con cualidades notables que permitió disponer de terrenos de alta productividad agrícola y que actualmente son tierras donde se producen productos agrícolas.
El área considerada como Patrimonio Cultural de la Humanidad conforma: 
- La zona chinampera de Xochimilco.
- Los ejidos, la zona del lago de conservación de flora y fauna de San Gregorio Atlapulco] y San Luis Tlaxialtemalco[3]

## Historia
Las chinampas, cuya traducción literal es “en la cerca de cañas”, es un tipo de agricultura con más de 1000 años de antigüedad con una cultura única en el mundo. Estos comenzaron desde tiempos remotos en el lago de Xochimilco, en lugares pantanosos de poca profundidad.
Entre las características de las chinampas se encuentra que tienen una gran ventaja para la fertilidad del suelo, que con una combinación de grandes cantidades de agua y esfuerzo de los agricultores se crea un sistema de producción intensivo como ningún otro. Por otro lado las condiciones que se dan gracias a las chinampas son suelos drenados, relación de equilibrio agua-aire, gran disponibilidad de nutrientes.
Una de las plantas más producidas son las hortalizas y éstas a su vez se subdividen  en: espinacas, acelgas, rábanos, perejil, cilantro, coliflor, apio, hierbabuena, colinabo, cebollín, romero, lechuga y verdolaga, entre otras.

## Actualidad
La zona de las chinampas es una de las últimas reservas de agua de la Ciudad de México, 40% del líquido vital que consumen las personas del Distrito Federal proviene de esta área.  Además los agricultores tradicionales siguen trabajando con métodos respetuosos de la ecología y en los últimos cuarenta años se han mejorado estos términos pero aún hace falta un proyecto para contribuir a la regeneración de Xochimilco.

## Chinampas en cifras
- Existen actualmente 800 activas en 184 km.
- Si se restaurara del 5 al 7%, se calcula que su producción sería suficiente para alimentar a todo el Distrito Federal.
- Son productivas desde el año 900 d. C.[5]

## Riesgos
Actualmente las chinampas están en riesgo por distintos factores como son: la contaminación del agua, el exceso de salinidad en ella y la pérdida de humedad en el suelo; es por eso que es un gran problema ya que requieren de manera vital el agua.
Además de que la zona de San Luis Tlaxialtemalco se encuentra altamente afectada, ya que todos los canales y lagos que se encuentran en la zona están disminuyendo de manera alarmante. Esto debido a varios puntos entre los que destaca la acción humana, esto debido a que los agricultores han perdido el valor de cuidar al medio ambiente y por tratar de producir más utilizan maquinaria que lo afecta y lo daña, además de que acumulan basura en exceso lo cual hace que el agua y tierra del lugar estén sumamente contaminadas y ya no sea como en la antigüedad.